# Diogenes waltairensis
Diogenes waltairensis is een tienpotigensoort uit de familie van de Diogenidae. De wetenschappelijke naam van de soort is voor het eerst geldig gepubliceerd in 1950 door Kamalaveni.